# Асато Мијагава
Асато Мијагава (јап. 宮川 麻都; 24. фебруар 1998) јапанска је фудбалерка.

## Репрезентација
За репрезентацију Јапана дебитовала је 2019. године. За тај тим одиграла је 9 утакмица.

## Статистика
| Јапан  | Јапан | Јапан |
| Год.   | Ута.  | Гол.  |
| ------ | ----- | ----- |
| 2019   | 9     | 0     |
| Укупно | 9     | 0     |